# Sacra Corona Unita
Sacra Corona Unita je italská zločinecká organizace mafiánského typu, která svou činnost rozvíjí zejména v jihovýchodní části Itálie, v regionu Apulie (it. Puglia).

## Historie
Sacra Corona Unita je poměrně mladá, vznikla na začátku 80. let 20. století.
Za jejího zakladatele se považuje Giuseppe Rogoli. Na konci roku 1983, přestože si ve vězení odpykával doživotní trest za vraždu majitele obchodu s tabákem, se rozhodl založit organizaci, která by sjednotila některé organizace zabývající se trestnou činností v oblasti Apulie a zároveň bránila ostatním, aby převzaly nad oblastí kontrolu. Takovým rivalem byla např. Camorra, resp. její odnož la Nuova Camorra.
Do povědomí veřejnosti se organizace dostala až v roce 1990, kdy proběhla v italském městě Lecce série atentátů, za nimiž stála Sacra Corona Unita.

## Struktura
Struktura organizace je pyramidální. Šéfem je Crimine, pod ním jsou Tre quartino, Evangelisti, Santisti, Sgarristi, Camorristi.
Klanů má Sacra Corona Unita kolem 50, členů asi 1500 – 2000.
Mezi její klany patří např. Buccarella, Capriati, Cassano, Conte, Montani, Parisi, Strisciuglio, Valentini, Couto, Zecchino.

## Činnost
Sacra Corona Unita působí v Apulii, zejm. v provinciích Brindisi a Lecce. Není však sama, v Apulii jsou i jiné zločinecké organizace (např. La Rosa v Bari), které mají ale menší dosah.
Mezi aktivity organizace patří pašování, a to drog (zejm. heroinu), zbraní a cigaret, dále vydírání, hazardní hry a nelegální převody lidí (zejm. z Albánie), obchod s lidmi.
Apulie, potažmo poloostrov Salento, je jakousi branou pro zboží pašované z Balkánu. Na svém území proto Sacra Corona Unita vybírá poplatky od ostatních zločineckých skupin za to, že tam také mohou vyvíjet činnost.